# OutRun (álbum)
OutRun é o primeiro álbum gravado pelo produtor francês Kavinsky. Foi lançado em 22 de fevereiro de 2013 pela Record Makers, Vertigo Records e Mercury Records.
O nome do álbum faz uma menção ao jogo de arcade Out Run lançado pela Sega em 1986, no qual tem a Ferrari Testarossa.

## Faixas
| N.º            | Título                        | Compositor(es)                        | Duração |  |
| 1.             | "Prelude"                     | Kavinsky, Paul Hahn                   | 1:54    |  |
| 2.             | "Blizzard"                    |                                       | 3:27    |  |
| 3.             | "ProtoVision"                 |                                       | 3:26    |  |
| 4.             | "Odd Look"                    |                                       | 4:49    |  |
| 5.             | "Rampage"                     |                                       | 2:55    |  |
| 6.             | "Suburbia" (part. Havoc)      | Havoc                                 | 3:28    |  |
| 7.             | "Testarossa Autodrive"        |                                       | 3:37    |  |
| 8.             | "Nightcall" (part. Lovefoxxx) | Kavinsky, Guy-Manuel de Homem-Christo | 4:18    |  |
| 9.             | "Deadcruiser"                 |                                       | 3:33    |  |
| 10.            | "Grand Canyon"                |                                       | 3:12    |  |
| 11.            | "First Blood" (part. Tyson)   | T. Tyson, José Reis Fontão            | 3:04    |  |
| 12.            | "Roadgame"                    |                                       | 3:44    |  |
| 13.            | "Endless"                     | Kavinsky, Hahn                        | 2:59    |  |
| Duração total: | Duração total:                | Duração total:                        | 44:26   |  |

| Faixa bônus do iTunes |                                                         |         |  |
| N.º                   | Título                                                  | Duração |  |
| 14.                   | "ProtoVision" (Red Sky Mix featuring Sugar Tongue Slim) | 3:02    |  |

## Pessoal
| - Kavinsky – produção (1, 3, 6–12); vocais (4, 8, 12) - A-Trak – engenharia (6) - Adrien Blanchat – manipulação de imagem - Duffy Culligan – produtor executivo - Charlotte Delarue – direção de arte - The Directors Bureau Special Projects – concepção - José Reis Fontão – backing vocals (11) - Paul Hahn – voz (1, 13) - Havoc – vocais (6) | - Marcus Herring – diretor - Guy-Manuel de Homem-Christo – produção (8) - Florian Lagatta – engenharia (8) - Lovefoxxx – vocais (8) - David Mestre – engenharia (11) - Raw Man – guitarra (2, 3, 11) - SebastiAn – produção (1–6, 10–12); mixagem (todas as faixas); vocais (4) - Tari Segal – diretor de fotografia - Tyson – vocais (11) |

## Tabelas
| Tabela (2013)                   | Posição |
| ------------------------------- | ------- |
| Belgian Albums Chart (Flanders) | 37      |
| Belgian Albums Chart (Wallonia) | 28      |
| French Albums Chart             | 2       |
| Schweizer Hitparade             | 38      |
| UK Albums Chart                 | 159     |
| UK Dance Albums Chart           | 8       |
| US Billboard 200                | 156     |
| US Dance/Electronic Albums      | 5       |
| US Heatseekers Albums           | 3       |